# Nanobiotecnologia
La nanobiotecnologia és la branca de la nanotecnologia amb aplicacions o usos en la biologia i la bioquímica. La nanobiotecnologia sovint estudia elements existent en la natura per tal de fabricar nous dispositius.
El terme bionanotecnologia sovint s'usa de forma intercanviable amb la nanobiotecnologia, encara que a vegades es fa una distinció entre els dos. Si els dos es distingeixen, la nanobiotecnologia normalment es refereix a l'ús de la nanotecnologia per seguir els objectius de la biotecnologia, mentre la bionanotecnologia es pot referir a qualsevol solapament entre biologia i nanotecnologia, incloent l'ús de les biomolècules com a part de o com una inspiració per a dispositius nanotecnològics.
La nanobiotecnologia sovint es fa servir per descriure el solapament d'activitats multidisciplinàries associades amb biosensors - particularment on la fotònica, química, biologia, biofísica nanomedicina i enginyeria convergeixen. Els mesuraments en biologia fent servir per exemple tècniques d'ona guiada com la interferometria polaritzada dual són altres exemples.
Un exemple de recerques nanobiotecnologies són els que impliquen les nanosferes cobertes amb polímers fluorescents. Aquestes nanosferes podrien ser introduïdes en el cos humà per trobar i eliminar metabolits associats amb tumors i altres problemes de salut.